# Клеопатрина чесма
Клеопатрина чесма налази се у селу Неменикућу у близини Сопота у порти Цркве Светих апостола Петра и Павла.

## Историја
Названа је по ћерки кнеза Александра Карађорђевића и кнегиње Персиде, која се звала Клеопатра и умрла је веома млада 1855. године. Њено тело је на путу из Београда за Тополу остављено преко ноћи у старој цркви Ваведења Пресвете Богородице. Девојке су у току ноћи изаткале покров за принцезу а ожалошћена кнегиња је дотадашњи, свилени поклонила неменикућкој цркви где се и данас чува.
У знак захвалности кнез Александар је у црквеној порти изградио чесму која је била у употреби век и по. 

## Обнова чесме
Поново је обновљена и враћена у употребу 1997. године на иницијативу свештеника неменикућке цркве, јереја Љубише Смиљковић. Мајстор Петар Комазец је изградио чесму по узору на ону изграђену 142 године раније. Вода је доведена са извора Оровац који је око један километар удаљен од чесме. 